# Apamea hipparion
Apamea hipparion là một loài bướm đêm trong họ Noctuidae.